# Rescued by Rover
Rescued by Rover è un cortometraggio muto del 1905 diretto da Lewin Fitzhamon e da Cecil M. Hepworth che ne era anche interprete, fotografo e produttore. Nel film appaiono anche la moglie di Hepworth e la figlioletta Barbara.
La storia, che vede come protagonista un collie, la razza canina che diventò famosa a livello mondiale con le avventure di Lassie, fu subito oggetto di remake e imitazioni.. Rover fu interpretato da Blair, il cane della famiglia Hepworth, diventato anch'esso talmente famoso che il nome Blair divenne subito uno dei più comuni per i cani del Regno.

## Trama
Il film si apre con un'inquadrature di Rover, un collie, mentre gioca con la sua padroncina (probabilmente manca la presentazione dell'ambiente e della famiglia, alcune scene sono state perse). Più tardi, la bambina è portata dalla sua tata a fare una passeggiata; mentre questa chiacchiera con un poliziotto una zingara rapisce la piccola.
 Nella scena successiva, la tata confessa alla madre che la bimba è stata rapita: Rover, seduto in sala, ascolta la conversazione e salta dalla finestra per andare alla ricerca della piccola. Egli corre per la strada (campo lungo), svolta sul marciapiede (campo medio), nuota nel fiume (campo medio-lungo) e cerca la bambina nelle case della zona. 
 Trovando, in una soffitta, la zingara con la bambina, Rover ripercorre la strada e chiama il suo padrone (interpretato dallo stesso Hepworth). Il film si conclude con il ritorno della bimba a casa ed un'inquadratura che rappresenta la famiglia riunita.

## Produzione
Il film fu prodotto dalla Hepworth. Venne girato nei Nettlefold Studios, a Walton-on-Thames, nel Surrey.

## Distribuzione
Il film uscì nelle sale cinematografiche britanniche il 3 luglio 1905. Copia della pellicola viene conservata negli archivi della Library of Congress e in quelli del BFI.
Il cortometraggio è inserito in un'antologia di 60 cortometraggi precedenti il 1911, distribuita dal BFI in DVD con il titolo Early Cinema: Primitives and Pioneers. Nel DVD ci sono altri 4 titoli della Hepworth. 

Il corto fa parte del quinto volume di un'antologia USA sul cinema muto dal titolo The Movies Begin (1894-1913) distribuita dalla Kino International per un totale di 414 minuti che comprende altri cortometraggi della casa di produzione britannica (I titoli della Hepworth presenti nel volume sono: How It Feels to Be Run Over (1900), Explosion of a Motor Car (1900), Rescued by Rover (1905), The Other Side of the Hedge (1904) e That Fatal Sneeze del 1907).

### Date di uscita
IMDb
- UK	3 luglio 1905
- USA	19 agosto 1905
- UK DVD
- USA 19 febbraio 2002 DVD

Alias
- Rover, a kutya	Ungheria

## Differenti versioni
- Rescued by Rover, regia di Lewin Fitzhamon e Cecil M. Hepworth (1905)
- Rescued by Carlo (1906)
- Her First Adventure, regia di Wallace McCutcheon (1908)
- The Dog Outwits the Kidnapper, regia di Lewin Fitzhamon (1908)